# Mida mostral
En estadística la mida de la mostra és el nombre d'individus que componen la mostra extreta d'una població, necessaris perquè les dades obtingudes siguin representatives de la població.

## Determinació de la mida d'una mostra
La determinació de la mida d'una mostra és l'acte d'escollir el nombre d'observacions o rèpliques a incloure en una mostra estadística. La mida mostral és un tret important de qualsevol estudi empíric en què l'objectiu sigui fer inferències sobre una població a partir d'una mostra. En la pràctica, la mida de la mostra utilitzada en un estudi és determinada sobre la base del cost de la recol·lecció de dades i la necessitat de tenir prou poder estadístic. En estudis complicats hi poden haver diferents mides mostrals involucrades en l'estudi, per exemple, en un mostreig on intervingui un mostreig estratificat hi hauria diferents mides mostrals per a cada població. En un cens, es recopilen dades per a la població sencera, per tant la mida mostral és igual que la mida de la població. En un disseny experimental, en què un estudi pot ser dividit en diferents grups de tractament, pot haver-hi diferents mides mostrals per a cada grup.